# Danny Devos
Pour les articles homonymes, voir Devos et DDV.
Danny Devos, également connu sous le nom DDV, né le 20 septembre 1959 à Vilvorde, est un artiste plasticien belge dont le travail implique l'art corporel et une fascination pour le true crime.

## Biographie
Depuis 1979, il a fait plus de 160 performances et a fait plusieurs installations sculpturales représentant violence, la criminalité et les assassins. Depuis 1987, il a correspondu avec les tueurs en série comme Freddy Horion et Michel Bellen en Belgique et John Wayne Gacy aux États-Unis.
En 1981, il a fondé l'initiative d'artiste Club Moral avec Anne-Mie van Kerckhoven.
De 1998 à 2004, il a été commissaire social et président du NICC, la première association des artistes plasticiens en Belgique, où il était responsable du statut social de l'artiste.
En 2005, il s'installe à Pékin en Chine pour développer et gérer Art Farm pour collègue artiste Wim Delvoye.

## Expositions
- In Memory of Ed Gein (Ruimte Morguen) 1987
- Belgium's Most Bizarre Artist (Ruimte Morguen) 1989
- De Moorden in Ruimte Morguen (Ruimte Morguen) 1991
- True Crime Art (Galerie Transit)[1] 1991
- The Red Spider of Katowice (Galeria Potocka, Kraków) 1993
- De Wurger / The Strangler (Galerie Annette De Keyser)[2]  1994
- De Vampier van Muizen 1994
- Daders van Dodingen / Perpetrators of Death (Galerie Annette De Keyser)[2]  1996
- Ons Geluk (with Luc Tuymans) 1997
- Speech Regained (Pranakorn Bar & Gallery)[3] 2000
- Thai Boy Slim (Galerie Annette De Keyser)[4]  2000
- A Study for the Happiest Man Alive (Annie Gentils Gallery)[5] 2012
- Picnic at Hanssenspark (De Bond)[6] 2014

## Expositions de groupe (selection)
- Untitled (Ruimte Z) 1979
- 1980 (ICC) 1980
- Van Drang tot Dwang (Club Moral) 1983
- Automobiënnale (Middelheim) 1985
- Antichambres 1986
- Wahrheit und Dichtung (Galerie Maerz) 1989
- Prime Time (w139) 1989
- Woord en Beeld ( MuHKA)[7] 1992
- Wunschmaschinen (WUK/Wolkersdorf) 1993
- Transfer (Gent/Recklinghausen/Charleroi) 1994
- De Rode Poort (SMAK)[8] 1996
- Beeldberichten (KMSKA) 1996
- Alter Ego (Silpakorn University) 1999
- The Divine Comedy (Fort Asperen) 1999
- Pauvre Nous (Factor 44)[9] 2004
- Dear ICC (MuHKA)[10] 2004
- Voorbij Goed & Kwaad (Museum Dr. Guislain)[11] 2006
- The State of Things (National Art Museum of Beijing) 2010
- Crime in Art (Museum of Contemporary Art in Kraków)[12] 2014